# Chaima Chouikh
Chaima Chouikh (* 11. Juni 2002) ist eine tunesische Leichtathletin, die sich auf den Diskuswurf spezialisiert hat und auch im Kugelstoßen an den Start geht.

## Sportliche Laufbahn
Erste internationale Erfahrungen sammelte Chaima Chouikh im Jahr 2019, als sie bei den Jugendafrikameisterschaften in Abidjan mit einer Weite von 37,68 m den fünften Platz belegte. Anschließend gewann sie bei den Arabischen U18-Meisterschaften in Radès mit 12,05 m bzw. 40,60 m jeweils die Silbermedaille im Kugelstoßen und im Diskuswurf. 2021 gewann sie bei den Arabischen Meisterschaften ebendort mit 49,62 m die Silbermedaille im Diskuswurf hinter der Libyerin Salem Rijaj Essayah und belegte im Kugelstoßen mit 11,41 m den fünften Platz. Anschließend gelangte sie bei den U20-Weltmeisterschaften in Nairobi mit 47,31 m auf den neunten Platz im Diskusbewerb. Im Jahr darauf klassierte sie sich bei den Afrikameisterschaften in Port Louis mit 47,79 m auf dem achten Platz und 2023 gewann sie bei den Arabischen U23-Meisterschaften in Radès mit 12,15 m und 44,79 m jeweils die Silbermedaille im Kugelstoßen und im Diskuswurf, ehe sie bei den Arabischen Meisterschaften in Marrakesch mit 50,21 m die Silbermedaille hinter Salem Rijaj Essayah aus Libyen gewann. Im Jahr darauf gewann sie bei den Arabischen U23-Meisterschaften in Ismailia mit 51,41 m die Silbermedaille im Diskusbewerb und belegte im Kugelstoßen mit 12,54 m den fünften Platz. 2025 gewann sie bei den Arabischen Meisterschaften in Oran mit 46,85 m die Bronzemedaille mit dem Diskus hinter der Libyerin Salem Rijaj Essayah und ihrer Landsfrau Ghofrane Lahmedi.
2022 wurde Chouikh tunesische Meisterin im Diskuswurf.

## Persönliche Bestzeiten
- Kugelstoßen: 12,54 m, 8. Juli 2024 in Ismailia
- Diskuswurf: 51,41 m, 6. Juli 2024 in Ismailia